# Liste des meilleurs passeurs en NBA en playoffs
Cette page présente la liste des meilleurs passeurs en playoffs NBA en carrière.

## Explications
Actuellement, trois joueurs de cette liste sont encore en activité. Les passes décisives (assists) sont comptabilisées en National Basketball Association (NBA) depuis sa création en 1946.

## Classement

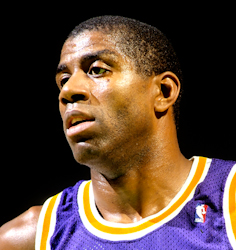
Magic Johnson (1er)

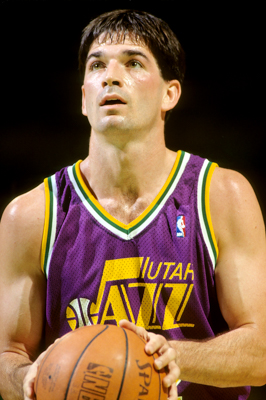
John Stockton (3e)

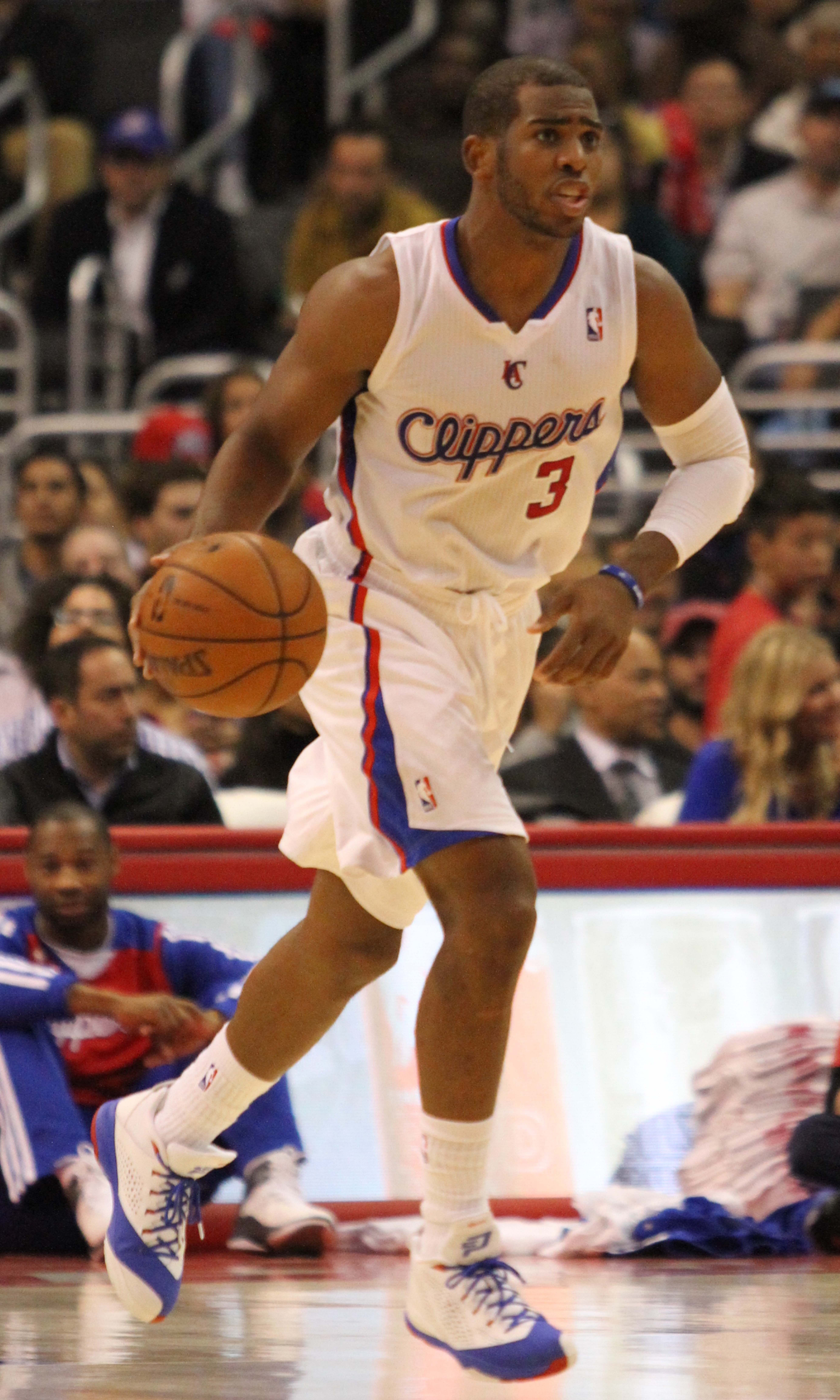
Chris Paul (5e)

| ^ | Joueur en activité en NBA                                       |
| * | Joueur intronisé au Basketball Hall of Fame                     |
| ° | Joueur ne répondant pas aux critères du Basketball Hall of Fame |

- Mise à jour le 19 mai 2025.

| Rang | Nom               | Total de Passes | Matchs disputés | Moyenne en carrière | C |
| ---- | ----------------- | --------------- | --------------- | ------------------- | - |
| 1    | Magic Johnson     | 2 346           | 190             | 12,35               | * |
| 2    | LeBron James      | 2 095           | 292             | 7,20                | ^ |
| 3    | John Stockton     | 1 839           | 182             | 10,10               | * |
| 4    | Jason Kidd        | 1 263           | 158             | 7,99                | * |
| 5    | Chris Paul        | 1 233           | 149             | 8,28                | ^ |
| 6    | Tony Parker       | 1 143           | 226             | 5,10                | * |
| 7    | Rajon Rondo       | 1 136           | 134             | 8,48                | ° |
| 8    | James Harden      | 1 125           | 173             | 6,39                | ^ |
| 9    | Larry Bird        | 1 062           | 164             | 6,48                | * |
| 10   | Steve Nash        | 1 061           | 120             | 8,84                | * |
| 11   | Scottie Pippen    | 1 048           | 208             | 5,04                | * |
| 12   | Kobe Bryant       | 1 040           | 220             | 4,73                | * |
| 13   | Michael Jordan    | 1 022           | 179             | 5,71                | * |
| 14   | Draymond Green    | 1 020           | 169             | 6,20                | ^ |
| 15   | Dennis Johnson    | 1 006           | 180             | 5,59                | * |
| 16   | Isiah Thomas      | 987             | 111             | 8,89                | * |
| 17   | Jerry West        | 970             | 153             | 6,34                | * |
| 18   | Russell Westbrook | 955             | 133             | 7,55                | ^ |
| 19   | Stephen Curry     | 953             | 155             | 6,20                | ^ |
| 20   | Bob Cousy         | 937             | 109             | 8,60                | * |
| 21   | Kevin Johnson     | 935             | 105             | 8,90                |   |
| 22   | Maurice Cheeks    | 922             | 133             | 6,93                | * |
| 23   | Mark Jackson      | 905             | 131             | 6,90                |   |
| 24   | Clyde Drexler     | 891             | 145             | 6,14                | * |
| 25   | Dwyane Wade       | 870             | 177             | 5,00                | * |